# 名花傾國兩相歡
《名花傾國兩相歡》（義大利語：Teodora, imperatrice di Bisanzio）是一齣由里卡多·弗雷达導演的1954年的義大利歷史片，講述拜占庭皇后狄奧多拉的故事。她曾是女奴，後來嫁給查士丁尼一世而成为皇后。

## 劇情
拜占庭帝國的查士丁尼一世微服出巡。美麗貧家女狄奧多拉的父親是馬廊的看守人，皇帝在當地一家酒肆看見狄奧多娜的表演，不禁大為傾倒，贈以金環。狄奧多娜對皇帝若即若離，在他的腦海裡留下難忘的印象。
幾經波折之後，狄奧多拉與查士丁尼再次相遇，皇帝見到艷粧濃抹的狄奧多拉更為心動，欲納她為情婦，但被狄奧多拉所拒。結果皇帝立她為皇后，正式擧行婚禮。因狄奥多拉的弄權招致朝中首相約翰的嫉妒，約翰久懷奪國異志，便向皇帝進讒說狄奧多拉不貞。皇帝不察，狄奥多拉見情勢不佳，衹好逃出宮廷。時民衆不堪約翰的暴政，方醞釀革命，狄奧多拉的童年朋友雅卡為革命首領。狄奧多拉也參與共謀擧事，以烽火為號，召集貝利撒留將軍和他的軍隊。
不幸革命失敗，狄奧多拉被判死刑。幸得貝利撒留將軍及時趕到皇帝面前揭發了約翰的陰謀，皇帝急赴刑場救下狄奧多拉，並求她寬恕自己過去的失誤。隨後皇帝迎狄奧多拉回朝，共登大寳。從此拜占庭都城恢復往日和平，為帝國日後的黃金時代奠下基礎。

## 演員表
- 嘉娜·馬麗亞·賈納萊（英语：Gianna Maria Canale） 飾 狄奧多拉皇后
- 喬治·馬夏爾（英语：Georges Marchal） 飾 查士丁尼一世
- 雷納度·柏蒂尼（英语：Renato Baldini） 飾 雅卡
- 亨利·古索（英语：Henri Guisol） 飾 迦帕多家的約翰（英语：John of Cappadocia）
- 愛蓮·琵琶絲 飾 Faida
- 歐嘉·索貝莉（英语：Olga Solbelli） 飾 Egina
- 羅傑·畢高（英语：Roger Pigaut） 飾 Andres
- 尼利歐·貝納第（英语：Nerio Bernardi） 飾 貝利撒留
- 卡洛·史波席托（英语：Carlo Sposito） 飾 Scarpios
- 亞歷山卓·斐森（英语：Alessandro Fersen） 飾 都主教

## 發行
《名花傾國兩相歡》是里卡多·佛瑞達首部走出義大利，於多個國家上映的影片。

## 外部連結
- 互联网电影数据库（IMDb）上《名花傾國兩相歡》的资料（英文）